# Coelinidea linearis
Coelinidea linearis är en stekelart som först beskrevs av Léon Abel Provancher 1886.  Coelinidea linearis ingår i släktet Coelinidea och familjen bracksteklar. Inga underarter finns listade i Catalogue of Life.